# 吳吉男
吳吉男（：／；1942年—）是韓國經濟學家，受到朝鲜民主主义人民共和国之邀，與妻子申淑子和家人等前往朝鮮。後又借在丹麥哥本哈根的朝鮮大使館工作之機會脫北，經過柏林的韓國駐德大使館回到韓國。其家人因而被長期關押於耀德集中營。

## 著作
- 《金日成主席，把我的妻子和女兒還我》（김일성주석 내 아내와 딸을 돌려주오）[4]